# (74418) 1999 AQ11
(74418) 1999 AQ11 – planetoida z pasa głównego asteroid okrążająca Słońce w ciągu 5,6 lat w średniej odległości 3,15 j.a. Odkryta 7 stycznia 1999 roku.